# Казаков, Степан Терентьевич
Степа́н Тере́нтьевич Казако́в (1894 года — 20 декабря 1939 года) — командир 596-го стрелкового полка 122-й стрелковой дивизии 9-й армии. Майор. Участник Первой мировой войны и Советско-финской войны 1939—1940 годов. Герой Советского Союза.

## Биография
Родился Степан Казаков в рабочей семье в 1894 году в деревне Дудор ныне Гусь-Хрустального района Владимирской области. Окончив 4 класса школы, некоторое время работал на стекольном заводе. В рядах русской армии принимал участие в Первой мировой войне.
В 1917 году Степан Терентьевич вступил в ряды Красной гвардии Муромского уезда, затем служил в Красной Армии. В 1920 (по другим данным — в 1922) году окончил Кремлёвские курсы красных командиров, в 1926 году — командирские курсы «Выстрел». С 1920 года находился в должности командира Красной Армии, участвовал в Советско-финской войне 1939—1940 годов.
Командуя 596-м стрелковым полком 122-й стрелковой дивизии 9-й армии, в районе посёлка Куолаярви Кандалакшского района Мурманской области Степан Терентьевич Казаков 2 декабря 1939 года смог нанести фланговый удар по войскам противника и отбросить их от стратегически важной высоты. 6-7 декабря того же года руководил форсированием реки у посёлка Кайрала и захватом плацдарма.
В боях проявлял себя отважно, постоянно находился в первых рядах наступающих, сам руководил огнём артиллерии. Погиб в бою 20 декабря 1939 года и был похоронен в посёлке Куолаярви.
21 мая 1941 года приказом Президиума Верховного Совета СССР «за образцовое выполнение боевых заданий командования на фронте борьбы с финской белогвардейщиной и проявленные при этом отвагу и геройство» майору Казакову Степану Терентьевичу было присвоено звание Героя Советского Союза посмертно. Кроме того, Степан Казаков был посмертно награждён орденом Ленина в 1940 году.